# Amakusanthura motasi
Amakusanthura motasi är en kräftdjursart som först beskrevs av Negoescu 1980.  Amakusanthura motasi ingår i släktet Amakusanthura och familjen Anthuridae. Inga underarter finns listade i Catalogue of Life.